# Ala ad-Din Tekish

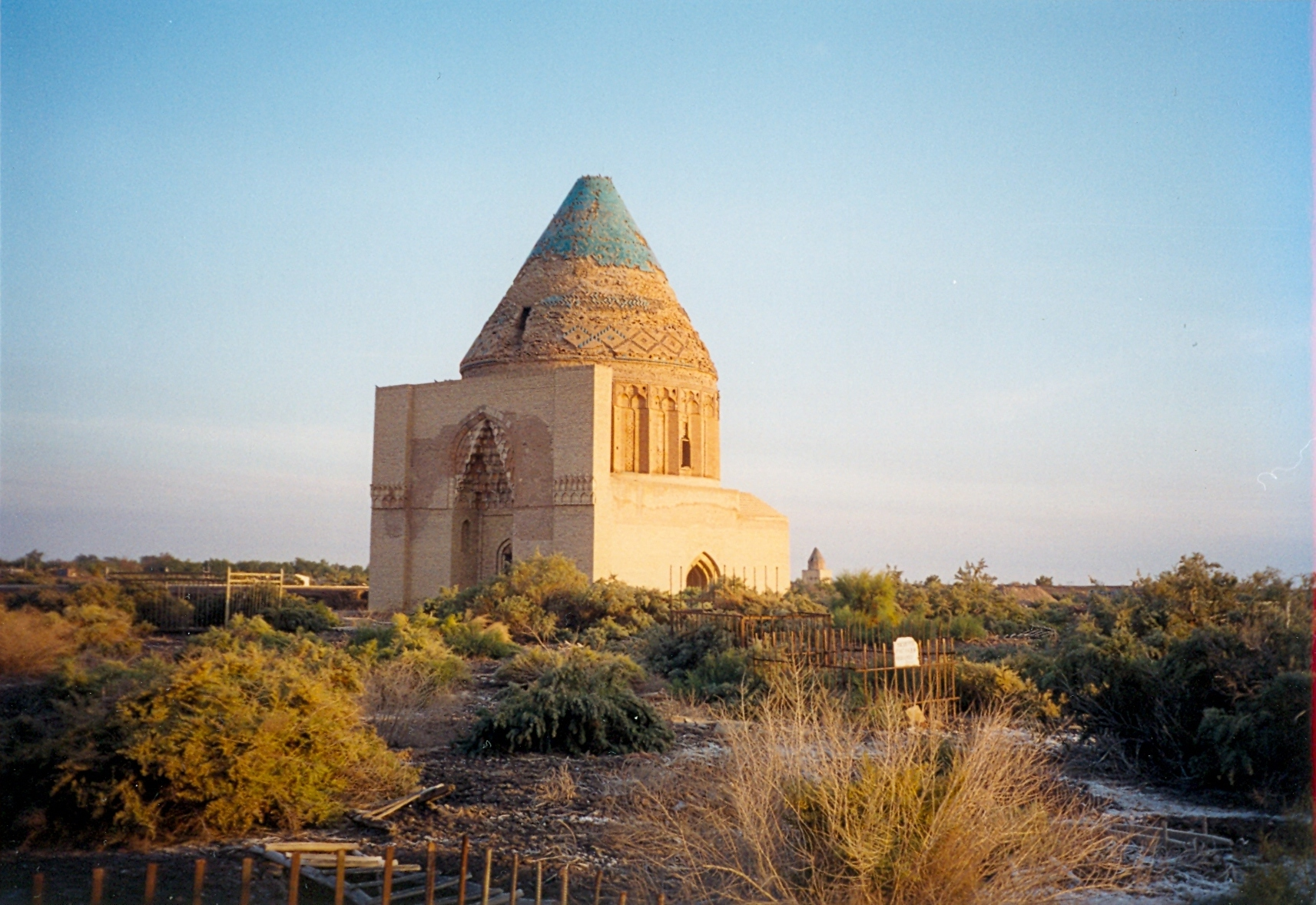
Mausoleo de Ala ad-Din Tekish en Kunya-Urgench, Turkmenistán.

Ala ad-Din Tekish (persa: علاء الدين تكش; nombre completo: Ala ad-Dunya wa ad-Din Abul Muzaffar Tekish ibn Il-Arslan) o Tekesh o Takesh era el Shah del Imperio corasmio desde 1172 hasta 1200. Era el hijo de Il-Arslan. Su reinado fue impugnado por su hermano, Sultan Shah, que sostuvo un principado en Jorasán. Tekish heredó el estado del sultán Shah después de su muerte en 1193. En turco, el nombre Tekish significa "el que ataca en la batalla".
En 1194 Tekish derrotó al sultán selyúcida de Hamadan, Toghrül III, en una alianza con el Califa An-Násir, y conquistó sus territorios. Después de la guerra, rompió con el Califato y estuvo al borde de una guerra con él hasta que el califa lo aceptó como sultán de Irak, Jorasán y Turquestán en 1198.
Murió de un absceso periamigdalino en 1200 y fue sucedido por su hijo, Alāʾ-al-Din Moḥammad.